# Cireșu (Mehedinți)
Pour les articles homonymes, voir Cireşu.
Cireșu est une commune roumaine du județ de Mehedinți, dans la région historique de l'Olténie et dans la région de développement du Sud-Ouest.

## Géographie
La commune de Cireșu est située dans le nord-ouest du județ, sur le plateau Mehedinți, à 25 km au nord-ouest de Drobeta Turnu-Severin, la préfecture du județ.
Elle est composée des quatre villages suivants (population en 2002) :
- Bunoaica (205) ;
- Cireșu (283), siège de la municipalité ;
- Jupanești (79) ;
- Negrușa (216).

## Religions
En 2002, 99,48 % de la population était de religion orthodoxe.

## Démographie
En 2002, les Roumains représentaient 99,74 % de la population totale. La commune comptait 581 ménages et 570 logements.
| 2002 | 2007 |
| ---- | ---- |
| 783  | 683  |

## Économie
L'économie de la commune est basée sur l'agriculture, l'arboriculture et le tourisme.

## Lieux et monuments
- Bunoiaca, église en bois de 1850.
- Grottes Topolnița et Epuran (Peștera Topolnița, Peștera Epuran).
- Vallée de Sohodol (Valea Sohodolui).
- Réserve naturelle des Gorges de la rivière Topolnița (Cheile Topolniței).